# Classe Lord Clive
La classe Lord Clive (parfois appelée classe General Wolfe) est une classe de monitors, conçus pour le bombardement côtier, construits pour la Royal Navy pendant la Première Guerre mondiale.

## Conception
L'issue de la guerre restant indécise, la nécessité de disposer de plus de navires de bombardement côtier s’est imposée, et divers projets d’utilisation de canons lourds de seconde main ont été envisagés. Les canons les plus lourds tels que les canons de 13,5 pouces et 15 pouces n’avaient pas d’affûts disponibles, de sorte que l’armement principal de la classe Lord Clive consistait en une seule tourelle double de 12 pouces (305 mm) provenant de cuirassés pré-dreadnought de classe Majestic déclassés.
Les navires ont été commandés après le début de la construction de la classe Abercrombie, et la forme de la coque était presque une répétition de cette conception. De l’artillerie à tir rapide supplémentaire, pour la protection contre les destroyers et les torpilleurs ennemis, était également installée dans la plupart des navires. Elle comprenait jusqu’à quatre canons de six pouces.

## Conversion avec canon de 18 pouces
Trois des navires, les HMS General Wolfe, Lord Clive et Prince Eugene, devaient être convertis pour recevoir les canons BL de 18 pouces qui avaient été initialement attribués au HMS Furious. Les canons étaient montés à l’arrière, disposés en permanence pour tirer au-dessus de la poutre tribord. Le montage consistait en deux poutres latérales massives parallèles au canon, entre lesquelles le canon était suspendu. À l’extrémité avant se trouvait un support autour duquel le canon pouvait pivoter avec un angle limité, un cylindre hydraulique fournissant dix degrés de rotation de chaque côté de la ligne médiane. Le canon était chargé à un angle fixe de 10 degrés, mais le tir n’était autorisé qu’entre 22 et 45 degrés d’élévation, afin de répartir uniformément les grandes forces de tir entre les supports avant et arrière. Les affûts étaient recouverts d’un grand bouclier en tôle d’acier d’un demi-pouce non traversant, fixé au pont. [1]
Les énormes obus et charges propulsives étaient transportés à la canonnière sur un chemin de fer léger fixé au pont principal. Les travaux sur le Lord Clive et le General Wolfe ont été achevés, mais la fin de la Première Guerre mondiale est intervenue avant que le Prince Eugene ne soit terminé. Les deux navires convertis ont été mis en service. La tourelle d’origine de 12 pouces a été laissée en place pour maintenir la stabilité.
Le General Wolfe a tiré sur un pont ferroviaire à Snaeskerke, à 6 km au sud d’Ostende, en Belgique, le 28 septembre 1918. La portée de 36 000 yards (33 km) en fait la plus grande distance à laquelle un navire de la Royal Navy ait jamais engagé une cible ennemie. Le Lord Clive n’a tiré que quatre coups avec le canon de remplacement sur des cibles ennemies.
Les canons utilisés étaient les suivants :
- Le canon de la tourelle arrière du Furious  devait être monté sur le Prince Eugene ;
- Le canon destiné à la tourelle avant du Furious a été installé sur le General Wolfe ;
- Le canon monté sur le Lord Clive était une pièce de rechange.

## Navires
| Nom                      | Origine du nom                              | Constructeur                                               | Lancement      | Service / destin |
| ------------------------ | ------------------------------------------- | ---------------------------------------------------------- | -------------- | --- |
| HMS Lord Clive           | Robert Clive                                | Harland and Wolff, Belfast                                 | Juin 1915      | Il a servi dans l’escadre de surveillance de Douvres et comme navire d’essais d’artillerie après la guerre. Démoli en 1927. |
| HMS General Craufurd     | Robert Craufurd                             | Harland and Wolff, Belfast                                 | Juillet 1915   | A servi dans l’escadre des monitors de Douvres. Démoli en 1921.                                                             |
| HMS Earl of Peterborough | Charles Mordaunt (3e comte de Peterborough) | Harland and Wolff, Belfast                                 | Août 1915      | A servi en Méditerranée pendant la Première Guerre mondiale. Démoli en 1921.                                                |
| HMS Sir Thomas Picton    | Thomas Picton                               | Harland and Wolff, Belfast                                 | 1915           | A servi en Méditerranée. Démoli en 1921.                                                                                    |
| HMS Prince Eugene        | Eugène de Savoie-Carignan                   | Harland and Wolff, Govan                                   | Septembre 1915 | A servi dans l’escadre de surveillance de Douvres. Démoli en 1921.                                                          |
| HMS Prince Rupert        | Prince Rupert du Rhin                       | William Hamilton and Company, Port Glasgow                 | Mai 1915       | A servi dans l’escadre de surveillance de Douvres. Démoli en 1923.                                                          |
| HMS Sir John Moore       | Sir John Moore                              | Scotts Shipbuilding and Engineering Company, Greenock      | Mai 1915       | A servi dans l’escadre des monitors de Douvres. Démoli en 1921.                                                             |
| HMS General Wolfe        | James Wolfe                                 | Palmers Shipbuilding and Iron Company, Newcastle upon Tyne | Septembre 1915 | A servi dans l’escadre des monitors de Douvres. Démoli en 1921.                                                             |